# Arrondissement de Gorinchem
1811–1814
L'arrondissement de Gorinchem ou l'arrondissement de Gorcum (en néerlandais : Arrondissement Gorinchem) était une subdivision administrative française du département des Bouches-de-la-Meuse, créée le 1er janvier 1811 et supprimée le 11 avril 1814.

## Géographie

### Cantons
L'arrondissement de Gorinchem comprenait les cantons suivants : 
- Culembourg (Culemborg ou Kuilenburg)
- Gorinchem ou Gorcum (Gorinchem ou Gorkum)
- Sliedrecht